# カパ投資詐欺
カパ投資詐欺（カパとうしさぎ）とは、フィリピンで行われていた宗教団体による詐欺事件である。400万人〜500万人以上が詐欺にあったとしている。
ラジオ局でDJとして働いていたジョエル・アポリナリオ神父（Joel Apolinario）は、寄付を募り、カパ（Kapa）という起業したい貧しい人々に投資するという名目の投資グループを始めた。たくさんの寄付金を集め、アポリナリーノはラジオ局を退職し、2016年9月には法人化した。
カパでは組織に寄付者を紹介して1万フィリピン・ペソ(約2万円)以上寄付した場合は、月30%の配当を死ぬまで支払うというネズミ講を行い人気を集め、メンバー数が500万人まで増えたとされている。
2017年に入り行政が高配当金が支払われていることに警告し始めた。2019年6月、フィリピン証券取引委員会はカパ投資詐欺に関わっていた宗教団体カパ・コミュニティー・ミニストリーを告発した。その後、フィリピン国家捜査局は宗教団体幹部を告訴した。
現在、組織として閉鎖され、詐欺事件として捜査当局による捜査中である。